# Svet za nacionalno varnost (Hrvaška)
Svet za nacionalno varnost (izvirno hrvaško Vijeće za nacionalnu sigurnost Republike Hrvatske; kratica: VNS) je organ Republike Hrvaške, ki je zadolžen za koordinacijo hrvaškega varnostnega in obveščevalnega sistema; glavne naloge sveta so preučevanje varnostnih groženj, oblikovanje doktrine in odločitev za zaščito nacionalnih varnostnih interesov, oblikovanje letnih smernic za delo varnostnih in obveščevalnih agencij, predlaga sredstva za delo agencij in organov nacionalne varnosti, izvaja nadzor nad njihovim delom, potrjuje mednarodno sodelovanje na področju nacionalne varnosti,...
Delovanje sveta podpira Urad Sveta za nacionalno varnost (Ured Vijeća za nacionalnu sigurnost; UVNS); urad zagotavlja strokovno in logistično podporo. 
Svet po svoji funkciji sestavljajo: 
- predsednik Republike Hrvaške,
- predsednik Vlade Republike Hrvaške,
- minister za obrambo Republike Hrvaške,
- minister za notranje zadeve Republike Hrvaške,
- minister za zunanje zadeve in evropske integracije Republike Hrvaške,
- minister za pravosodje Republike Hrvaške,
- svetovalec za nacionalno varnost predsednika republike,
- načelnik Generalštaba Oboroženih sil Republike Hrvaške,
- vodja Urada sveta za nacionalno varnost,
- direktor Varnostno-obveščevalne agencije (SOA),
- direktor Vojaške varnostno-obveščevalne agencije (VSOA) in
- predsednik Sabora Republike Hrvaške.

Po potrebi pri delu sveta delujejo tudi druge osebe.